# 2020年香港中學文憑考試歷史科爭議
2020年文憑試歷史科爭議試題事件，亦稱為「庚子科場案」，是指2020年5月的香港中學文憑考試歷史科考試中的一起爭議事件。歷史科考試在5月14日舉行後，該科試卷其中一道涉及中日關係的題目，被指具引導性、美化日本侵華、「傷害了在日本侵華戰爭中受到莫大苦難的國民的感情和尊嚴」。教聯會、教育局局長楊潤雄、行政長官林鄭月娥及新華社、文匯報和大公報等先後批評香港考試及評核局的做法，行政長官林鄭月娥向考評局施壓時更聲稱南非總統曼德拉曾說「教育的崩潰足以摧毀一個國家」來抨擊整個香港教育界，惟被揭發並非出自曼德拉及涉嫌散播假消息。相關試題最終取消，教育局向考評局施壓取消試題的做法引起社會輿論的反彈，批評教育局將試題政治化及政治凌駕專業，及籍歷史試題對教育界發動文革式的政治批鬥，討論再次引起社會對歷史教育的爭議。在教育局解說要求取消試題的記者會上有記者要求局長楊潤雄說明毛澤東感謝日本侵華的言論是否同樣須要被譴責。

## 試題內容
爭議試題是在2020年5月14日舉行的香港中學文憑考試歷史科考試卷一必答題第2題。試題提供兩項資料，共三篇文獻：
資料C：引用日本法政大學校長梅謙次郎在1905年出版的一篇文章，文中提到清朝教育家范源濂向他稱大清國有意改革，但修讀法政課程要六、七年時間，希望他作為法政大學校長，可設置法政速成學校，使留學生可於一年修畢。梅謙次郎雖然認為法政課程需要四年方能修畢，但同意提供一年期的法政速成課程作為試驗。
原文：昨年，清國人范源濂請求與我會面，言道：『本邦行將改革，向來自貴國派遣諸生，多習武備、教育，唯法政學科，留學生修此者極少，然國家果欲改革，則特需修習此科者。鑒於我邦現時之需，修學者若以六七年以上時間，幾不可得。現覺必要設置法政速成學校，於一年以內卒業，可以停廢暑假。』速成科無論如何必要，通常需三四年才能修完；惟考慮范氏之熱望，本大學暫定一年課程予以試驗。此事得小村外务大臣贊成，清國楊公使深表贊同，計畫敦勸清國各省督撫，及上奏清國皇帝，陸續派遣來學。
資料D：有兩篇引文。引文一，是來自1912年1月黃興代表中華民國臨時政府寫給井上馨（大日本帝國元老、前外务大臣）的一封信，要求對方委託三井洋行籌募一筆資金，用以支持推翻滿清及成立新政府。引文二，是日本三井洋行代漢冶萍公司備款250萬日圓借款予中華民國政府的合同，借貸以大冶鐵礦作抵押，借款期一年，年息七厘。
引文一：『目下敵國東南一帶，大事既定，十四省之城市飄揚革命軍之新旗幟，人民皆歡喜。清政府不仁，到處焚戮，諸民亟望我軍之到來。直隸、山東等省人之請願書，均以我軍未能早日北伐為恨事。然吾等以清袁〔世凱〕或可悔悟其非，暫時傾聽和議之磋商。答應休戰一月之久，已於近日內組織〔中華民國〕新政府，計畫通告列國。若和議最終不能成立，則不得以戰爭解決。值此新政府成立之際，深切懇請閣下予以贊助。此外，敵政府委託貴國三井洋行籌措資金一事，務祈賜以助聲。』
引文二：『三井洋行代漢治萍公司倍款日斤兩百五十萬元，借與民國政府。……二、借款以大治鐵礦為抵，所有兌換匯水，均由三井洋行自定。三、以上借款以一年為期，周年七厘行息。每半年一付利息。』
試題包含3條分題，當中最具爭議的為分題(c)：
(c) 「1900-45年間，日本為中國帶來的利多於弊。」你是否同意此說？試參考資料C及D，並就你所知，解釋你的答案。(8分)——2020年香港文憑試歷史科卷一題二

## 事件發展
香港中學文憑考試歷史科於2020年5月14日上午舉行，同日晚上，教育局發表聲明，指有關的試題「附帶極為片面的資料，致試題具引導性，考生可能因而達至偏頗的結論，嚴重傷害了在日本侵華戰爭中受到莫大苦難的國民的感情和尊嚴」。
教育局局長楊潤雄在5月15日的教育局記者會上，重申教育局對試題「嚴重傷害國民感情及尊嚴」深感遺憾，更直指考題在資料選取和題目設計上都不能符合高中歷史課程的宗旨，認為題目沒有討論空間，指「答案只有弊，唔會有任何利」。，並表示教育局將派員至考評局了解考評局的出題及審題機制。
2020年5月14日晚上，考評局發聲明指為避免影響閱卷的公平公正和損害考生利益，不宜作出評論，但強調非常重視教育局及外界的意見。聲明又指歷史科與其他科目一樣，都設有「審題委員會」，而委員都是大學教授、課程及學科專家等，會依據該科的《課程及評估指引》和《評核大綱》擬定試題及評卷指引，最終需要「審題委員會」全體接受才會定稿。聲明續指，每年公開試過後，都會進行不同形式的檢討檢討結果會交給來年的「審題委員會」作擬題參考，確保試題質素及持續改進。

### 出題者的身份
2020年5月16日晚，《蘋果日報》引述消息人士透露，考評局近年在教育局壓力下，各科的審題委員會都需要「邀請」教育局人員加入，今次引起爭議的歷史科試卷亦不例外，其審題委員會有一名教育局課程發展處官員參與，早於歷史科開考前已對有關的出題策略和內容知情。同日，《香港01》亦引述知情人士指有教育局人員曾以非官方身份，在考評局參與各科目審題委員會，報道指今次涉及爭議的歷史科，亦有一名教育局課程發展處官員在歷史科審題委員會。教育局在5月16日凌晨發新聞稿，指有獲教育局聘用的教師在獲聘前，已經以「個人身分」獲考評局邀請加入審題委員會，並在獲教育局聘用後申請繼續在考評局的歷史科審題委員會工作，但不會向任何人提供試題內容，包括教育局的上司或同事，又對《蘋果日報》的報道表示遺憾。
翌日，《蘋果日報》再引述消息人士透露，今年文憑試歷史科試卷的唯一擬題員，是一名去年加入教育局的課程發展主任，而他於首次參與審題委員會會議前，已經上任教育局新職。教育局則稱，該人員在未受聘於教育局前為前線教師，當時已獲考評局邀請並開始以個人身份參與，受聘於教育局後繼續從事此項外間工作，教育局僅依員工申請外間工作程序批准，其外間工作及其表現與教育局無關。

### 楊潤雄被問應否譴責毛澤東感謝日本侵華
在5月15日下午舉行的教育局記者會上，《蘋果日報》記者向教育局局長楊潤雄提出質詢，記者稱在歷史上並不是首次有人討論日本對中國的利弊問題，而中國共產黨前中央委員會主席毛澤東曾經多次發表感謝日本皇軍侵華的讽刺性言論，並且引述毛澤東的一段講話，「如果沒有日本帝國主義發動大規模侵略，霸佔了大半個中國，全中國人民就不可能團結起來，反對帝國主義，中國共產黨也就不可能勝利。」記者詢問楊潤雄，毛澤東感謝日本侵略的說法是否傷害了中國人的感情，會否對該言論深表遺憾，並予以譴責。
楊潤雄回應稱毛澤東發表上述講話時是在外交場合，他相信因話語背景不同，「未必完全可以從字面去解釋」，楊又稱爭議是應否把這些資料放在試題中，由考生分析及結論，楊認為毛澤東感謝日本皇軍侵華與文憑試歷史試題爭議是兩回事。

### 教育局要求取消試題
教育局局長楊潤雄在5月15日的記者會上，表示教育局會要求香港考試及評核局取消這道試題，以「確保考生得到公平對待」。考評局在同日晚上作出回應，指取消試題會影響考生的公開考試成績，影響深遠，會召開特別會議商討跟進。2020年5月18日下午，考評局委員會進行會議後表示需詳細探討試題的存廢涉及較多因素，需要詳細探討詳細方案。同日晚上教育局表示行政長官可以就「公眾利益有影響事項」向考評局發出指示。有中學生組織不滿取消試題，表示將提出司法覆核。
5月17日，教育局副秘書長康陳翠華在教育局網站刊出文章，認為教育局對試題表達看法和意見，「絕非以政治來干預考試」，「強烈呼籲所有教育人士反思教育的使命，不要讓教育專業蒙羞」。她亦表示，歷史教育重視培養學生從不同角度思考能力，但在一些牽涉侵略、屠殺、種族清洗等的題目，「完全不應引導基礎教育階段學生討論其正面價值」。對於本年文憑試的題目，她認為「高中的課程的深入程度，還未達到仔細分析上半個二十世紀中日的這些複雜關係」，認為以「就自己所知」來處理超越能力的題目沒有意義，是設題已有問題，「故將題目取消是合理及負責的做法」，稱這符合考生利益。

### 林鄭月娥誤用曼德拉名言向教育界施壓
5月19日，行政長官林鄭月娥表示文憑試歷史科試題出現爭議，令人非常遺憾和非常失望，但強調她至今沒有干預過事件，並指為了保護教育的質素和目的及學生，她不會迴避行使相關條例賦予特首的權力。此外，林鄭月娥強調教育的重要性在於樹德立仁，需要有人把關以維護質素，及保證學生接受正確的全人教育，又引用已故南非總統曼德拉的名言，指「教育的崩潰足以摧毀一個國家」（The collapse of education is the collapse of the nation）。但其後有網民指出這句名言並非出自曼德拉口中，國際關係學者沈旭暉亦表示在翻查曼德拉語錄後並沒有该句，並諷刺林鄭沒有為此進行事實查核。曼德拉基金會檔案館館長拉齊婭·薩利赫（Razia Saleh）及後表示在翻查逾1500多篇曼德拉演辭的資料庫、曼德拉的名言書籍及作品後，均沒有發現該句，因而無法證明該句是曼德拉名言，沈指林鄭月娥曾稱要「認真研究如何監察網上假消息」，但散播假消息的卻是林鄭自己。而香港特別行政區行政長官辦公室則指特首的引述是有不同版本和出處，樂意接受指正，並對若因此引起的誤會表示歉意。

### 考評局決定取消試題
2020年5月22日，《星島日報》引述消息指考評局委員會在21日的特別會議上，已決定取消爭議試題，指考評局將在當天之內公佈詳情及後續處理。
而其後出版的試題專輯亦沒有刊登該取消的題目及其評分參考。

### 後續討論
2020年5月25日，立法會教育事務委員會就事件舉行特別會議。考評局初步檢閱答案，該題共有57.1%考生回答「弊多於利」，38%考生則回答「利多於弊」；78%考生作答時有提及弊處，17%考生只提及利處，另有4.9%考生沒有表示立場。2020年6月，一名學生就取消試題的決定申請司法覆核，該名考生認為有關決定並未遵從既定機制，更違反《基本法》第34條和第137條所保障的學術自由。7月2日，高等法院審議司法覆核，法官高浩文擔心為未來歷史科考試構成寒蟬效應，控方指考評局程序不當，稱特首林鄭月娥指謫教育局形同威脅欺凌教育局，辯方則稱考評局委員會取消試題屬學術決定，否認製造寒蟬效應。翌日，高等法院繼續審議，裁定考生敗訴，中學生行動籌備平台對裁決表示失望，認為先例一開，日後考評局和教育局會更肆無忌憚地政治干預考評內容，使考生得不到保障，考評局則歡迎裁決，指已完成閱卷工作，正在進行評級工作，預計會如期在7月22日放榜。

## 教育界反應
- 香港教育專業人員協會在5月17日召開記者會，會上有歷史科教師批評教育局的決定鹵莽、摧毁考生努力、損害考評制度、並打擊教師士氣，令社會負上沉重的代價。有應屆文憑試考生稱沒想過題目會捲入政治漩渦，他對當局的決定感到詫異，擔心取消題目會影響成績。教協理事、歷史科教師李家宏認該試題問及1900至1945年間的中日關係，當中包含和平時期及戰爭事件，兩者都同等重要，學生均需要理解。對於《人民日報》發表文章批評香港歷史科出現荒謬考題，李家宏指官媒的言論令教師感到擔心及人人自危。[39]
- 中學校長會主席鄧振強在5月16日出席商業電台節目時表示，歷史資料題的考試特色是透過資料讓考生思考，考生須利用已有知識回答及評價，認為由於考生能闡述的觀點少，只能回應弊多於利，試題設置得不理想，但他強調「無受過教育或無相關知識才易被引導」。[40]鄧振強在5月18日接受香港電台節目《千禧年代》的訪問，他稱今次題目只有一個答案，對學生而言是較易處理，只要運用合理的資料及個人所知，有機會全取題目滿分的8分。鄧表示理解試題有爭議，但取消試題會令部分考生評級變差，變成懲罰學生，認為考評局在作出決定時要考慮保障考生的福祉。[41]
- 立法會教育界議員葉建源在5月18日表示已經徵詢過專家意見，認為題目符合整個學科設置的原則，基本上是沒有引導性。他指教育局沒有取消有關試題的法定權力，教育局應給擬卷人員和擬題小組解釋的機會，在符合程序公義和學理下作出結論。對於教育局發表聲明指局方有人員在受聘前已經以「個人身份」獲考評局邀請加入歷史科審題委員會，並獲局方批准可繼續從事審題委員會的工作；而政府新聞處的發稿則稱教育局未有派員加入考評局歷史科審題委員會；葉建源認為教育局的做法荒誕，「教育局譴責考評局，但出題的人就是自己的官員，自己官員應該最清楚課程宗旨，但完成後卻否定做法。」[42]。後續考評局統計選擇試題的考生回答表現，葉建源評論「發現有57%考生回答「弊多於利」，38%考生回答「利多於弊」，反映考生並沒有一面倒回答「利多於弊」，證明大部分考生並無被引導」[43]。
- 香港考試及評核局歷史委員會主席、香港嶺南大學教授劉智鵬在5月18日贊成取消爭議試題，他認為「題目提供的兩則資料立場均偏向正面，『利多於弊』屬引導式提問，而且題目牽涉年份太廣，認為題目設題不理想」[44]
- 教育評議會主席何漢權在港台城市論壇上指出有關題目有強烈引導性，加上附加的資料都是偏好日本立場，認為會扭曲考生的史實掌握及感受。他強調歷史考題並非辯論比賽，嚴肅性相當重要。批評題目「錯得好緊要」，更表示如果考生回答「利多於弊」，是捩橫折曲。[45]
- 曾任考評局秘書長長達12年的蔡熾昌，在5月17日撰文表示取消試題是公開考試的一個嚴肅項目，必須經過一個過程，以科學為基礎，輔以學科專家專業意見，取消試題如「偏離正軌，放下專業，後果嚴重」，呼籲當局以考生為重，三思而後行。他指考評局的聲明提到，根據擬定試題和評卷指引，審題委員會成員須一致接受，試卷才正式定稿。對於鬧出爭議的歷史科試題，他認為，雖然只要多提供另一角度的史料，就可避免資料的「片面性」和「引導性」，但審題委員會卻沒有這樣做，他相信是因為加了另一角度的資料，便會大大降低題目的難度，損害題目對區分考生認知水平的程度，同時，也浪費考生的閱題時間，而且考生只要對中日戰爭的歷史有認識，自會運用其知識，推翻試題提供的資料，選擇弊多於利。蔡熾昌指出「這道題目可以達到比較理想的區分度。很難想像考生答題時腦海會浮現政治思想。」[46]
- 香港教育專業人員協會理事張往認為試題符合設題原則及符合歷史專業。[47]
- 多名歷史科老師接受《立場新聞》訪問時，強調試題並非一面倒，參考資料利弊兼備，亦要求學生「就自己所知」以個人知識回答問題，亦不一定要同意資料的立場，根本不存在「洗腦」之說。[48]
- 身兼多所中小學校監及校董的中華基督教會香港區會副總幹事蒲錦昌牧師，在基督教刊物《時代論壇》撰文，他稱最初聽聞教育局要求取消試題，還以為是試題泄漏或印刷有誤，後來才知道因為試題的內容不合乎教育局局長或其上司的看法而被要求取消，蒲質疑教育局局長楊潤雄只是根據自己或上司的喜好便要求取消試題。蒲錦昌指有關試題是可以作答的，題目是開放式議論題，學生只要提出合理論據，便可同意或反對命題。蒲錦昌又反問楊潤雄「楊局長，你也考過公開試，如果當局在你考完試後馬上宣佈你某一科的考卷無效，你會有甚麼感覺？恐怕是憤怒吧？」他指楊潤雄要為自己的言行負責，又寄語楊潤雄，如果他還是清醒，希望他能作對得起自己、所有歷史科學生、教師和社會人士的決定，促請楊潤雄收回取消試題的言論。[49]

## 考生的反應
- 應屆文憑試歷史科考生劉同學表示，題目沒有要求考生必須回答「利多於弊」，考生可以答「弊多於利」。對於教育局要求考評局取消試題，感到十分憤怒，認為做法對於一些準備充足的考生十分不公平，直言「8分已經係一個Grade」，這一題可區分考生是Level 5**還是5*。她懇請考評局作出決定前必須三思，理解考生的憂慮及不滿，不要隨便作出取消試題的決定。[9]
- 有應屆歷史科考生以化名徹國嵐在網上撰文，[50]表示相信絕大部分考生都不會覺得題目有問題，作為考生應清楚文憑試的題型，題目問考生是否同意，考核的不是立場，不是感情，而是考生的分析、論述和權衡輕重的能力；沒有政治不政治，只有理據充分不充分。[51]文中指出問題涵蓋1900至1945年，題目明顯要求考生以個人知識闡述在這段時期日本對中國的影響，再權衡利弊，「日本在前期幫助中國是利，不代表後期攻打中國不是弊」，因此教育局指題目和資料有誤導性，「完全是無稽之談」，作為考生對此感到憤怒，並批評教育局「是對所有歷史學生的侮辱」。[51]
- 應屆文憑試考生Cody對於教育局要求取消試題表示極度不滿，他說很多同學都認為作答得好，有信心獲取高分。他批評教育局將試題政治化，擔心歷史科會「淪陷」，如果不希望考生進行須分析的作答，倒不如只考填充題。[52]
- 5月18日，中學生行動籌備平台表示，有1,200名應屆文憑試歷史科考生參與聯署，反對教育局政治干預考評局及踐踏學術自主，並且影響考生成績，[53]若考評局因政治壓力而最終取消試題，應屆歷史科考生將入稟法院提出司法覆核，並申請禁制令。將通過法律途徑要求調查教育局施壓取消試題是否有越權，同時要求禁止考評局改動試題，以免影響考生利益。平台發言人鄭家朗表示已諮詢法律意見，認為有可能推翻教育局的決定，而平台正考慮不同方式籌募訴訟費，包括通過眾籌。[54]應屆歷史科考生盧同學稱，高中歷史科學生會操練試題，對於教育局副秘書長康陳翠華昨天在教育局網站發文稱因為超越考生能力，所以局方要求取消試題，盧同學表示高中歷史科學生會操練試題，並以多角度的思考作答，批評康陳翠華質疑考生能力是侮辱考生。[53]
- 文憑試中國歷史科於5月21日開考，有應考該科的考生對教育局以政治理由要求考評局取消試題感到憂心。受訪的潘同學表示，擔憂教育局要求取消試題的情況再出現，但不會因為政治因素而放棄自己擅長的題目。另一位應考的林同學稱，中史科卷一乙部其中一題問到文化大革命對經濟、文教、政治的影響，因為擔心目前的政治氛圍下教育局會再要求取消試題，而文革的影響較為敏感，他只好避開並選擇其他題目。林同學又稱自己於5月14日也有應考歷史科，因為自己對近代史較有把握，所以會分配較多時間作答，取消試題對他而言不公平。[55]
- 2020年8月13日，香港考試評核局公佈數據，有960名歷史科考生覆核科目成績，佔歷史科考生人數約2成，較去年增加4%。[56]
- 2021年5月6日翌年歷史科考試前，香港電台訪問了數位考生，發現他們將迴避與中國相關的選答題，認為有關問題具危險性，改為回答歐洲史或日本史之問題；亦有考生表示只簡單地複習了中國歷史，認為考評局不會出類似題目。[57]

## 其他各界的反應

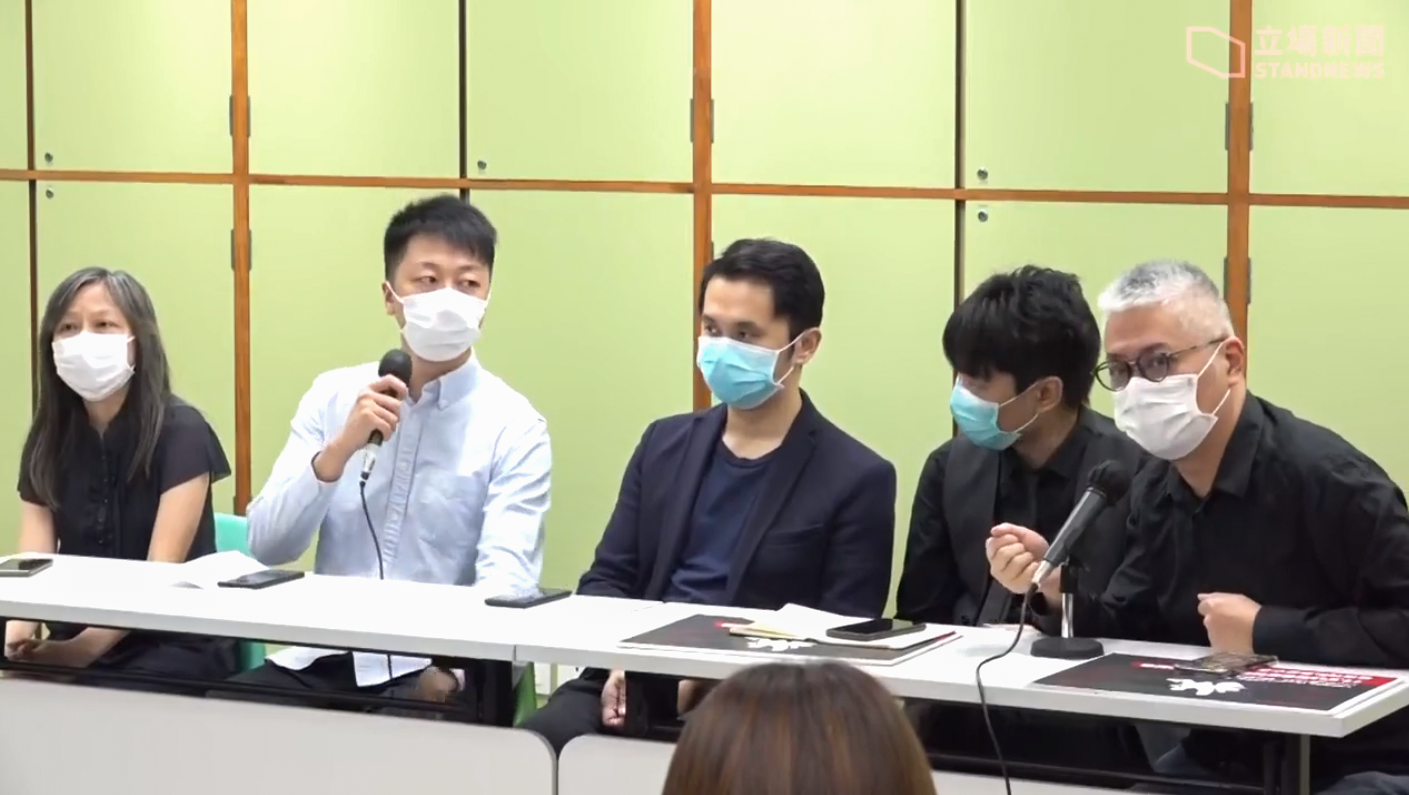
2020年5月23日，一眾學者、教育工作者及學生代表召開記者會，反對取消試題，認為做法對香港教育制度造成極大破壞

### 質疑教育局做法者

#### 傳媒人
- 香港作家及傳媒人陶傑評論「此題目其實很容易答，因為題目指定要考生回答的年代，涵蓋至1945年，亦即已經有重大提示：考生答題時，必須考慮日本侵略中華民國八年戰爭為中國帶來的破壞和災害。因此，考生若只依據此兩份歷史檔案，只評論1905-1912年這段時期即日本對華關係，而不觸及1937-1945之另一段歷史，而得出「利多於弊」的結論者，基本上已經可以評為不合格。[...]一些人，看見兩項文件，其中暴露了「辛亥革命由日本資助」的尷尬事實，加上「有利有弊」之「客觀詞語」，即刻觸動情緒神經。[58]陶傑又將這次爭議題目的結構比喻為「『弱者，你的名字是女人』（莎士比亞1564-1616，註：出自《哈姆雷特》）試以你所知由1564到2014年這450年婦女史，表達你對這句話是否贊同。」陶傑又要求教育局指出有什麼歷史不可開放討論，是不是秦始皇統一六國、鴉片戰爭、義和團、八國聯軍、日本資助孫中山與黃興推翻清政府、中日戰爭、到毛澤東感謝皇軍侵略中國，都不得討論，他建議教育局儘早公佈「不准公開討論的歷史事件清單」，避免師生浪費出題、評卷及作答的時間。[58]

- 新聞節目主持人區家麟指出這一次輿論戰遵從中共批鬥的套路：先由黨羽網羅罪證，交由黨媒製造輿論，然後百犬吠聲，特區政府裡應外合，中聯辦和港澳辦瞬即加持，中央黨媒繼而發揚光大，圖以舉國之力鼓動十四億人仇港恨港[...]。文革不再是歷史比喻，而是擺在眼前的現實[...]。不如在試題的引文加上大救星毛澤東「沒有日本發動侵略，就沒有共產黨的勝利」言論的文獻，或加上《紅太陽是怎樣升起的》講述毛澤東如何藉日本侵華，避免用自己的軍隊抗日救國，「盡速向敵後挺進，創建共產黨根據地」，然後才請學生評價日本侵華階段的利弊。教育局副秘書長康陳翠華在教育局網頁發表之《歷史教育所為何事》，更暴露出教育官員的淺薄兼轉移視線，身為教育高官卻不熟悉題型，亂點專業及斷章取義；康陳翠華既在執行政治任務，卻又虛偽地叫人不要政治化。教育局正將歷史課變成政治課，把學生所需的獨立思辯變成黨國思維。[59]

#### 大學學者
- 香港大學法律學院講座教授陳文敏撰文，認為考試是測驗學生的分析能力，跟損害中國人民感情根本扯不上關係，硬說成美化日本侵華是沒有看過資料，亦不懂資料分析。[60]對於有論者稱沒有討論的空間，陳文敏指很多數學題只得一個答案，卻有不同方法達到同一答案，更重要的是達至答案的理據，而歷史從來可從多角度探討，他反問「如果同學選擇該段時期日本對中國國民黨的衰退和共產黨的興起是利多於弊，又是否完全沒有討論的空間？」文中不點名批評有校長稱這條題目會使學生有錯誤觀念是「匪夷所思」，陳認為如果制度只要求學生背誦，不敢對命題分析及提出不同的觀點，這是教育的失敗，不應該把責任推到試卷上。他指教育局罕有地要求取消該條題目是政治凌駕專業，置考生及文憑試的國際認可和聲譽於不顧，教育局倒不如乾脆改名為「政治宣傳局」。[61]
- 香港中文大學政治與行政學系副教授馬嶽在《明報》撰文，指林鄭月娥和同樣不需要遵守基本法22條的外交部都說香港教育不可以是「無掩雞籠」，可見當權者視理想的教育是雞籠，還要「有掩」，雞不能亂說亂動，與外界不能接觸，直至養大後被吃掉。馬嶽稱現代教育是要啟迪學生、啟發獨立和多角度思考，透過接觸不同事物、開拓眼界、培養多元興趣，並提供空間讓學生發揮潛能，令到學生可適應知識型社會，所以教育不是養雞。教育局局長楊潤雄取消試題的理由，是某個問題「只能有弊」「不可能有利」。政府官員可以用個人意見決定某些問題沒有討論的空間，因而不可以討論思考，這種態度本身就是反教育的。文中又請楊潤雄參閱他在國際學校就讀的子女所學習的普通教育文憑世界歷史教材，雖然納粹德國在二戰期間犯下大量反人道罪行是毋庸置疑，但英美的歷史課程都會討論巴黎和會是否不公、英法等國在一戰後是否過度壓迫德國，甚至導致納粹主義崛起，以及綏靖政策的影響，再去問學生，英法等國對二戰的發生有沒有責任。學生可以討論思考評議，不會說這嚴重影響猶太人的感受而不讓討論，才可以培養出有思考能力的公民。文中又提到自去年6月發生反送中運動以來，當權者從來不認為有錯，並宣稱年輕學生反對政府，問題一定出在師生或教育，不是政府有問題；按此邏輯，五四運動的學生反對北洋軍閥，一定是教育出了問題，不是二十一條有問題。歷史試題爭議中的考題本來無罪，當權者卻要顯示自己的權力，要顯示直接全面管治的權力，要人震懾及不敢吭聲，這樣搞下去，不如以後都由教育局長擬題、設定單一模範答案，再由機械人評分罷了。文章的結尾是「有人說要放棄這一代年輕人，我覺得他們要放棄的是整個香港的未來」。[62]

#### 其他界別
- 2020年5月18日，一群曾經應考香港文憑試、現就讀於香港多間大專院校的歷史系學生向考評局發出公開信，指出題目沒有要求考生必須就「利多於弊」展開論證，考生可以回答「弊多於利」，更可以「程度」入題。信中又指出資料雖然表面上較集中闡述日本對中國的利處，但實際亦有帶出壞處。考生需要經過思考和應用自己的歷史知識作出結論。信中又引述中史教師稱對於歷史科考生，日本對中國的「小恩小惠」對比起日本侵華的歷史根本不值一提，認為這是中立的題目，卻被講成引導學生做「漢奸」，反問這是否政治打壓，散播白色恐怖。認為教育局局長楊潤雄指出的「答案只有弊而沒有利，並沒有任何討論空間」完全違背歷史精神，指出歷史沒有絕對的結論。信又指明了學習歷史的學生需要「公正持平，設身處地的態度，從不同的角度去審視過去與當代的事情」和「在探索歷史議題的過程中，培養明辨性思考、溝通技巧及作出明智判斷的能力」，認為題目沒有偏離課程，希望考評局能維護考評自主。[63]
- 中國獨立政治學者吳強指出，中國大陸的歷史教育是馬克思主義的唯物史觀分析，即意識形態化的民族主義歷史觀教育，目的是要把政權的合法性建立在1842年以來的反侵略和反殖民歷史之上，並不是要培養學生獨立思考的能力，以及對於世界多元歷史觀的理解。[64]
- 藝人歐陽巧瑩批評教育局局長楊潤雄，題目原文「利多於弊」一向都是開放式問題，容許學生有自由和空間去決定立場和討論，指楊潤雄做法無異於要求學生「收皮」。[65]
- 作家陳國榮在《立場新聞》發文，陳國榮稱正如教育局局長楊潤雄對教育界的警告，新聞在5月26日報導香港富商何鴻燊的死訊及回顧他的生平時，新聞媒體也害怕傷害中國人民感情，只講述他愛國的一面，然而，何鴻燊是發跡於香港保衛戰守軍戰敗香港淪陷後，何鴻燊帶了10港元到澳門逃難，不過他在澳門卻與日本人緊密合作，先在日軍佔三分一股份的公司打工，後來更因為是何東之孫，獲日本特別支部部長澤上校推薦，與日本人合作經營出入口與港澳船務生意，更成為東南亞當時最大的煤油供應商，何到戰爭後期已經身家過百萬。何鴻燊在香港重光後回港，他卻因為曾與日本人緊密合作發災難財而遭到英國人冷待，反而中國卻不計前嫌，更稱之為愛國企業家，文章的結尾是「何鴻燊會如何作答日本侵華利多於弊？相信敢言的賭王會有一番獨到見解。」[66]

### 認同教育局做法者

#### 中國大陸和香港媒體
- 中國官方通訊社新華社在2020年5月15日發表文章，批評試題「公然美化日本侵華暴行」，指「相關『毒題』背後所包含的政治禍心可謂『司馬昭之心，路人皆知』」。文章更指文憑試的政治導向只是香港教育問題的「冰山一角」，認為香港中小學沒有「去殖民化」，沒有建立「一國兩制」的新教育制度，更聲言「考評局如果不取消相關『毒題』，勢難平息中華兒女的憤怒。」[67]
- 2020年5月14日，《環球時報》發佈報道，引述香港教聯會副主席穆家駿指，資料一面倒講述日本幫助中國推動現代化的行動，沒有提及「日本對中國發起的侵略惡行」，認為題目有嚴重的傾向性，「若让学生作答同意观点，是引导学生做汉奸」。[68]
- 中國大陸官媒《人民日報》在5月16日以《香港教育需要「刮骨療毒」》為題發表文章，形容考題荒謬，批評香港教育界已「中毒至深」，香港教育問題嚴重至極，認為香港教育體制已如「無掩雞籠」。文章更形容考評局的聲明「回應傲慢」、「表態曖昧」、「責任輕浮」，認為以「商討如何跟進」「盡量配合」來回應不能令人對香港教育有信心、有期待。[69]

- 《大公報》與環球網認為，此事與兩名香港考試及評核局高級職員在社交網站發表包括包括「沒有日本侵華，哪有新中國？忘本呀！」在內的言論有關[70][71][68]。

#### 香港政界
- 行政會議成員湯家驊表示日本軍國主義令逾千萬中國人死亡，屬人類的重大悲劇，並認為此試題有如詢問猶太人德國屠殺他們同胞或詢問日本人美國在日本投下原子彈是否是否「利多於弊」。[72]
- 全國政協副主席梁振英在Facebook要求教協回答，在德國或以色列的歷史科公開試會否出現「『1941 - 1945年間，納粹為猶太人帶來的利多於弊。』你是否同意此說？」一類試題[72]。
  - 就前行政長官梁振英反問德國或以色列的歷史科公開試會否出現討論納粹利弊的言論，有在大學修讀中史教育的學生在《立場新聞》發文，指出梁振英以自己創作的試題與考評局的試題相比並不恰當，因為梁振英設定在「1941–1945年」的戰爭期間，而非如考評局試題所指的「1900–1945年」，而在戰前時期日本曾為中國培養人才，考生須要正反分析作答才可取得高分，相對於梁振英問納粹在戰爭時期對猶太人的利弊，但這段時期屬毋庸置疑的只有惡行，所以梁振英所發表的試題不能與考評局的試題類比。文中又提到納粹和大屠殺的歷史都是德國及以色列在中學的必修課題。德國教育法雖然禁止美化納粹政權，卻沒有避而不教；德國的歷史科考試曾要求考生自由評論「納粹的現代化措施得到德國廣大人民的認受性」；而文憑試的中日關係分析試題也沒有美化日本侵華，外界主觀認為該題有所傾向乃屬有罪推定。因為答題涉及時間分配，取消試題不計分或全部給滿分8分，都對所有考生不公平。文中指出教育局利用政治理由去取消試題的先例一開，對今後的考試有深遠的影響；考生答題時怎知道忽然「傷害民族感情」、「被漢奸」而遭取消試題，今後的考生將要承受更大壓力。[73]
  - 有網民查閱英國劍橋大學考核高中生的「國際中學教育普通證書」的試題，發現在2013年的歷史科考試中有一條試題是「大部份在德國的人民受益於納粹統治，你有多大程度同意說法，請解釋」。[74]
  - 進步教師同盟成員孔令暉於個人社交媒體反駁梁振英時，更提到題目要求學生表達立場，以五級滿分，第四級要求考生正反立論，最高第五級更要求考生要作深入分析。[75]

#### 中華人民共和國官方部門
- 2020年5月14日，外交部駐港特派員公署在Facebook專頁發佈貼文，引述香港教聯會的聲明，質疑考評局的政治立場影響了設題。貼文亦同時引述了香港行政長官林鄭月娥接受《大公報》的專訪，表明香港教育不可以成為「無掩雞籠」，「出了問題必須解決」。[76]